# قرية اجحلة
أجحلة هي إحدى القرى التابعة لناحية القيارة في محافظة نينوى، تقع القرية على الضفة الغربية من نهر دجلة وتبعد حوالي 10 كم إلى الجنوب ناحية القيارة وحوالي 70 كم جنوب مدينة الموصل، ويحدها من الشرق نهر دجلة وقرية الحاج علي ومن الغرب قرية إمام غربي ومن الشمال قرية قاعدة صدام الجوية ومن الجنوب نهر دجلة.
كانت القرية تعتمد على الزراعة بنسبة 90% قبل عام 2003، لكن قلّ الاعتماد على الزراعة بسبب تدهور الوضع الإقتصادي في البلاد، وتوجه نسبة كبيرة من أبناء القرية إلى الوظائف الحكومية أو الإنتساب إلى القوات الأمنية العراقية فيما اعتمدت نسبة كبيرة من السكان على مزاولة الأعمال الحرة والتجارة. 